# Ḩuqūl Nafţ ar Rumaylah
Ḩuqūl Nafţ ar Rumaylah (arabiska: حقول نفط الرميلة) är ett oljefält i Irak.   Det ligger i provinsen Basra, i den sydöstra delen av landet, 400 km sydost om huvudstaden Bagdad. Ḩuqūl Nafţ ar Rumaylah ligger 57 meter över havet.
Terrängen runt Ḩuqūl Nafţ ar Rumaylah är mycket platt. Runt Ḩuqūl Nafţ ar Rumaylah är det ganska tätbefolkat, med 129 invånare per kvadratkilometer. Trakten runt Ḩuqūl Nafţ ar Rumaylah är ofruktbar med lite eller ingen växtlighet.